# 東京大学本郷地区キャンパス

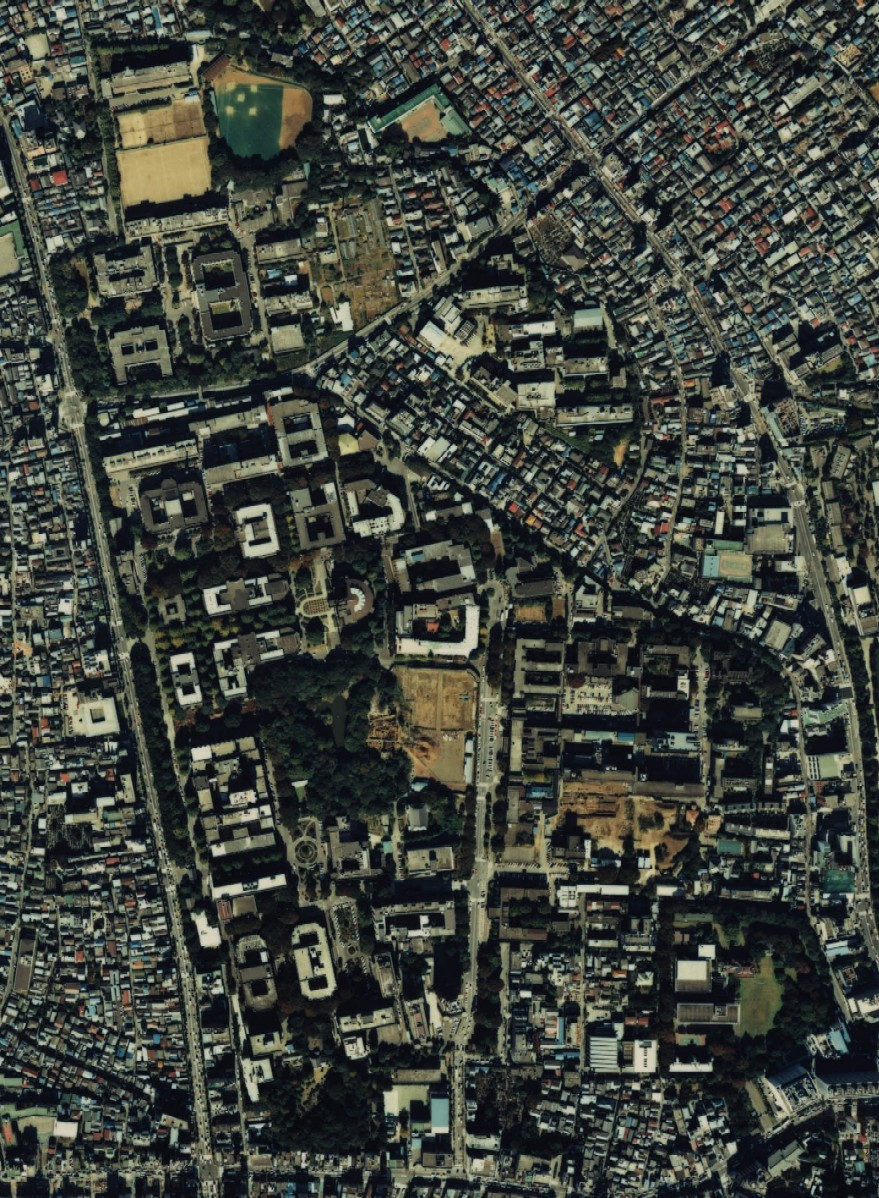
本郷キャンパス付近の航空写真。1984年度撮影

東京大学 本郷地区キャンパス（とうきょうだいがく ほんごうちくキャンパス）は、東京都文京区本郷・弥生に所在する東京大学のキャンパスの一つである。東京大学の本部が設置されており、同大学の駒場地区キャンパス・柏地区キャンパスと並ぶ規模をもつ。
「本郷キャンパス」あるいは「本郷地区」とも呼ばれる。なお、「本郷キャンパス」および「本郷地区」は、本郷地区キャンパスの一部である本郷キャンパス（後述）のみを指すこともあるので注意を要する。

## 概要
ほとんどの学部後期課程をこのキャンパスで履修する。また、附置研究所など附属研究施設の多くが本郷地区キャンパスにある。本郷地区キャンパスはさらに本郷・弥生・浅野の3地区に分かれ、それぞれ本郷キャンパス・弥生キャンパス・浅野キャンパスと呼ばれている。

## 歴史
江戸期の本郷キャンパス
江戸時代、この地の大部分は加賀藩上屋敷によって占められていた。加賀藩以外にもいくつかの藩がこの地に屋敷をおき、現在附属病院が設置されている場所は富山藩・大聖寺藩、弥生・浅野キャンパスは水戸藩・安志藩の屋敷地であった。これらの屋敷地は、明治維新に際してほとんどが新政府に収公され官有地となった。
東大校地の整備
明治時代になり、1876年、藩屋敷の跡地に東京医学校（東大医学部の前身）が移転、ついで翌1877年には、医学校と東京開成学校（神田錦町に所在）を統合して法理文医4学部からなる（旧）東京大学が発足した。その後順次、神田から法・文・理学部がここに移転（1884 - 85年）、ついで法学部との合併により司法省法学校が、工芸学部との合併により工部大学校が本郷に移転し、1888年には法医工文理5分科大学（学部）の校舎からなる東京帝国大学の校地として整備された。

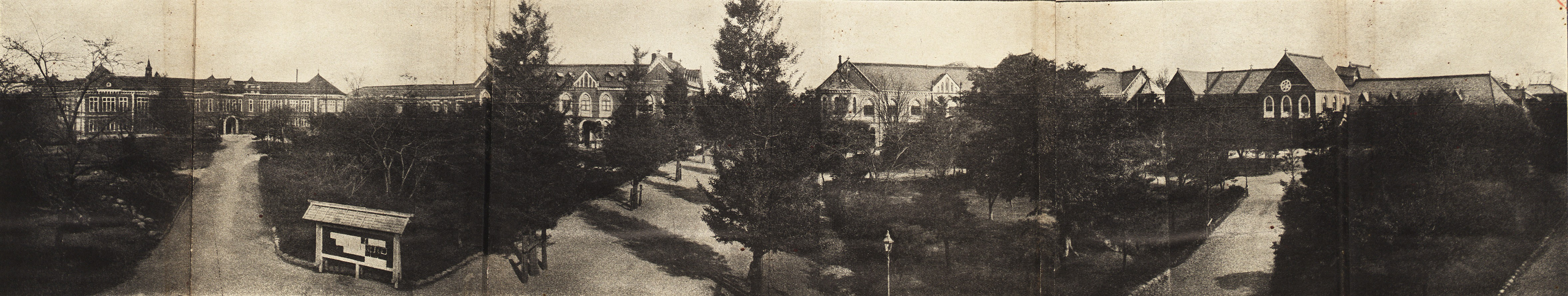
1910年頃の本郷キャンパス（左から工科大学、博物学教室、法文科大学、図書館）

一高と前田邸
1889年、東大の校地に隣接する本郷弥生町（向ヶ丘 / 現在の弥生地区）に、第一高等中学校が一ツ橋から移転、1894年には第一高等学校と改称した（一高寮歌「嗚呼玉杯に花うけて」にも「向ヶ丘にそそり立つ」云々と謳われた）。また明治政府による藩邸の収公後も、前田家はかつての広大な屋敷地のうち、南西の一画を所有しており、当主である侯爵・前田利為が壮大な邸宅を構えていた。
駒場との敷地交換から現在まで
1923年、関東大震災による校舎・施設の壊滅で、いったんは代々木など他地区への校地移転が検討されたものの、結局東大はこの地区に存続することとなった。1926年には、前田家から屋敷や庭園を含む所有地（現在の懐徳館・同庭園・総合研究博物館・東洋文化研究所などの敷地）を譲り受け、代わりに前田家は当時駒場に所在していた農学部の農場の一部を譲渡され同地に邸宅を移転した（現：駒場公園）。
ついで1935年、駒場の農学部が向ヶ丘の一高と校地を交換する形で本郷に移転した（その後駒場の校地は戦後の一高の包括により設置された教養学部が継承し、駒場Iキャンパスとなっている）。さらに1941年には現在の浅野キャンパスを校地として取得し、本郷地区キャンパスは現在の形になった。

## 本郷キャンパス
使用学部
法学部、医学部、工学部（一部は浅野キャンパス）、文学部、理学部（一部は浅野・駒場Iキャンパス）、経済学部、教育学部、薬学部
使用研究科
人文社会系研究科、教育学研究科、法学政治学研究科、経済学研究科、理学系研究科（一部は浅野キャンパス）、工学系研究科（一部は浅野キャンパス）、医学系研究科、薬学系研究科、情報理工学系研究科、情報学環・学際情報学府、公共政策学連携研究部・公共政策学教育部
使用附属施設
医学部附属病院、理学系研究科附属遺伝子実験施設、医学系研究科附属疾患生命工学センター、医学系研究科医学教育国際研究センター、東洋文化研究所、社会科学研究所、史料編纂所、総合研究博物館、環境安全研究センター、留学生センター、大学総合教育研究センター、保健センター、 素粒子物理国際研究センター など
交通アクセス
- 東大前駅より徒歩3分
- 本郷三丁目駅・根津駅・湯島駅より徒歩8分
- 京成上野駅・御茶ノ水駅・上野駅・御徒町駅・上野御徒町駅・仲御徒町駅より都営バス利用

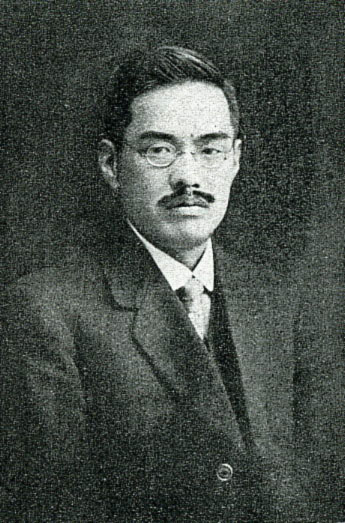
内田祥三

「本郷地区」とも呼ばれる。東大の中で最も有名なキャンパスであり、赤門や医学部附属病院、夏目漱石の『三四郎』で描かれる池（育徳園心字池、通称「三四郎池」）のほか、安田財閥の祖である安田善次郎が寄贈した安田講堂（正式名称：東京大学大講堂）がある。本郷キャンパスは、上述のように江戸時代に加賀藩上屋敷があった場所であり、赤門、三四郎池などにその名残りが見られる。また、同キャンパスは多くの歴史的建造物を有しており（東京大学の建造物#本郷キャンパスを参照）、これらの建物群のある本郷キャンパスを、東京大学総合研究博物館では「重厚な、安定した日本有数のキャンパス」と評価している。
現在の本郷キャンパスの原型は関東大震災後に出来上がった。震災前の校舎の大部分は関東大震災で倒壊・焼失したため、内田祥三（工学部教授、後の総長）を中心に復興計画が立案された。正門と安田講堂を結ぶ銀杏並木は本郷キャンパスの象徴的景観となっているが、これも内田のキャンパス計画によるものである。内田は本郷キャンパスに類似のパターンの建造物を多く残し、それらは「内田ゴシック」と呼ばれている。東京大空襲のときは、懐徳館（旧前田家邸宅）が炎上した以外は被害を受けなかったため、内田ゴシックの建物群は現在も同キャンパス内に残っている。
既存の建物の外観は残したまま、内部だけを改装した建物も多い。また、最近は新しい建物も増えてきている。

## 弥生キャンパス
使用学部・使用研究科
農学部・農学生命科学研究科
使用附属施設

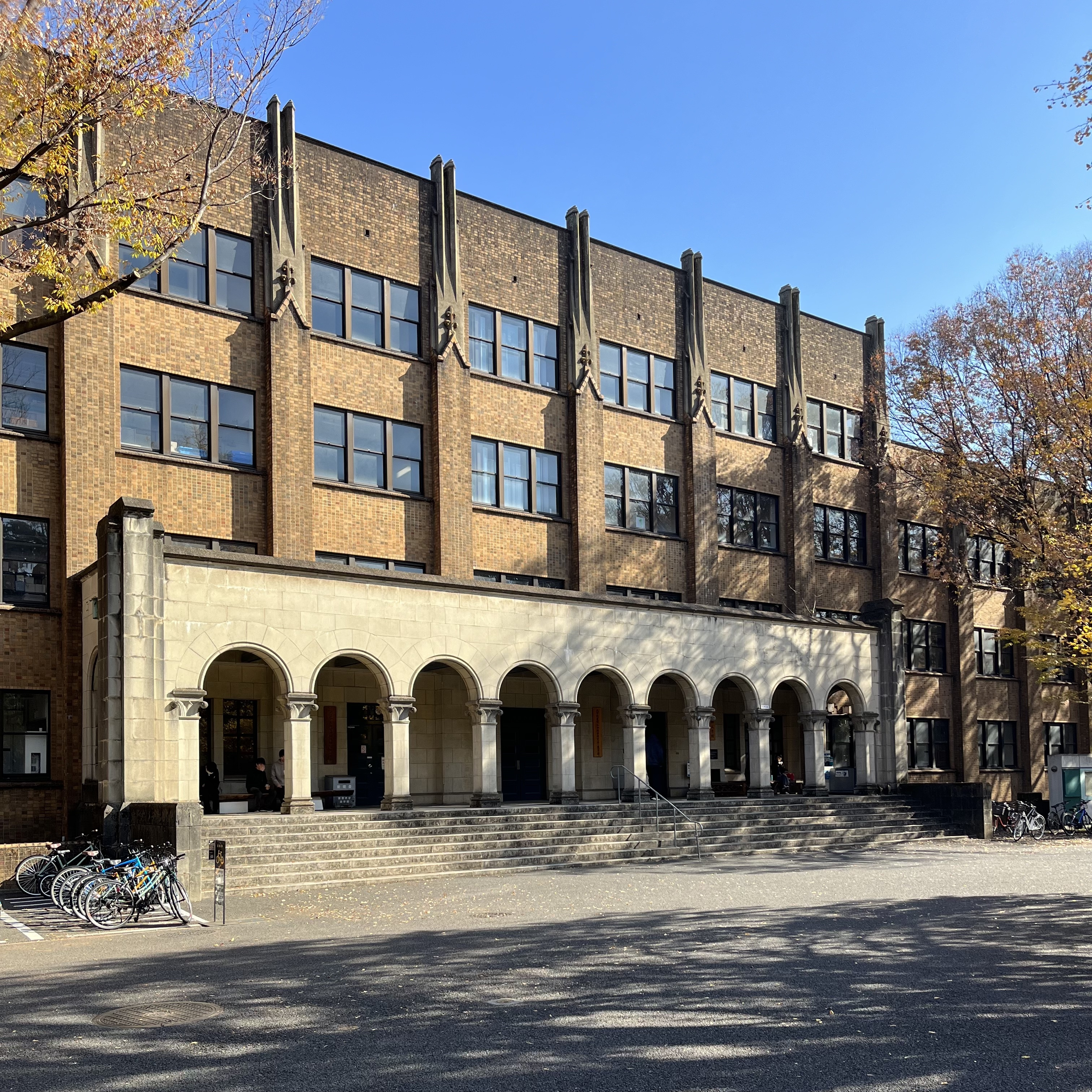
弥生キャンパス3号館（2023年）

地震研究所、定量生命科学研究所、アジア生物資源環境研究センター、インテリジェント・モデリング・ラボラトリー、東京大学附属動物医療センター、弥生講堂、食の安全研究センター、農学資料館など
交通アクセス
- 東大前駅より徒歩1分
- 根津駅より徒歩8分
- 本郷三丁目駅より徒歩12分

「弥生地区」とも呼ばれる。また、農学部があるため「農学部構内」と呼ばれることもあるが、実際にはその他の研究施設も多く存在する。本郷キャンパスの北に隣接しており、両キャンパスを隔てる言問通り（学内では「ドーバー海峡」と呼ばれる）には構内歩道橋がある。
弥生キャンパスは、1935年に農学部が第一高等学校と敷地交換したことによって設置されたキャンパスである（農学部はそれまでは現在の東京大学駒場地区キャンパスの位置にあった）。1953年にはキャンパス内に応用微生物研究所（現：定量生命科学研究所）が設置され、1963年には地震研究所が本郷キャンパスから移転してきた。将来的には、法学部も施設面積を拡大するため弥生キャンパスに移転する構想がある。
野球場も弥生キャンパスにある。観覧席およびダッグアウトが国の登録有形文化財に登録されている。国際獣疫事務局アジア太平洋地域事務局もキャンパス内に置かれている。

### ハチ公と上野英三郎博士像
ハチ公の没後80年の命日である2015年3月8日、農学部正門を入ってすぐ左にハチ公と上野英三郎博士像が建立された。ハチ公は、当時東京帝国大学農学部教授であった上野博士に贈られ、農学部（当時は駒場にあった）への通勤や渋谷駅からの出張に送り迎えをしていたという。しかし、飼い始めてから１年半ほどの1925年5月21日、上野博士は大学構内で急逝した。それからハチが死ぬまでのほぼ10年間、朝夕に渋谷駅に通い、博士の姿を探し求めたというエピソードがよく知られている。
この像は、待っていたハチと上野博士が出会い、互いに喜んでいる様子を表現したものであり、人と動物との愛情あふれる関係性を示している。

## 浅野キャンパス
使用学部
工学部（一部）、理学部（一部）
使用研究科
理学系研究科（一部）、工学系研究科（一部）
使用附属施設
情報基盤センター、低温センター、アイソトープ総合センター など
交通アクセス
- 根津駅・東大前駅より徒歩8分

浅野侯爵邸敷地に由来し「浅野地区」とも呼ばれる。1941年に新たに取得されたキャンパスである。第二次世界大戦後、急速に規模を拡大し本郷キャンパス内だけでは施設面積が不足していた工学部の施設が主に建設された。このキャンパスにある建物の多くは高度経済成長期に建設されたものであり、本郷地区キャンパスの他地区（本郷、弥生）のような歴史的建築はほとんどない。
現在、学部の施設としては、工学部9・10・12号館と理学部3号館がある。理学部3号館には天文学科・地球惑星物理学科・生物化学科が入っていたが、1997年より本郷キャンパスの理学部（新）1号館に順次移転が行われている。現在、天文学科・地球惑星物理学科は大部分が1号館に移転し、1号館東棟完成後は生物化学科も本郷キャンパスに移転される予定である。
また、弥生時代の名称由来となった弥生土器は浅野キャンパスの一角から出土しているという説があり、敷地内に碑が建てられている。
なお、茨城県東海村にある東京大学所有の高速中性子源炉「弥生」の名称は、浅野キャンパスに原子力工学関連の施設が多いことに由来する（浅野キャンパスの所在地名は弥生である）。

## 関連書籍
- 木下直之・岸田省吾・大場秀章『東京大学 本郷キャンパス案内』東京大学出版会、2005年 ISBN 4130033220
- 東京大学キャンパス計画室編『東京大学本郷キャンパス 140年の歴史をたどる』東京大学出版会、2018年 ISBN 978-4-13-001350-5